# Анотация
Анотацията  (на латински: annotatio – бележка) e формален начин за добавяне бележки към създаден документ.
Анотации се поместват в библиографски списания, в каталози, в книга, на обложката на книгата и др. Някои реклами на книги, филми, театрални постановки също са вид анотация. Анотацията по същество е вид резюме, което представлява много сбит преразказ, разкриващ обективно и неутрално съдържанието на книга, филм, статия, постановка и т.н. Анотацията, освен с много краткото предаване на съдържанието, може да предлага на читателя препоръки и обяснения за предназначението на предлагания текст, както и да има общ оценъчен характер. Оценъчните мнения трябва да са изложени професионално, като са аргументирани и обективни.